# Garba (revista)
Garba fou una revista setmanal d'Art, Literatura y Actualitats publicada entre 1905 i el 1906, quan va ser suspesa pel delicte d'assemblar-se massa a Cu-cut!. Va ser fundada el 18 de novembre de 1905 sota la direcció de Josep Bagunyà, el qual exercirà aquest càrrec fins al final de la revista, al 10 de febrer de 1906, moment en què va sortir el darrer número de la revista. El nom de la revista, Garba, fa referència a un feix d'espigues tallades, tot al·ludint als Segadors, indicant a l'espectador que aquesta serà una revista centrada en la cultura catalana.
Es tractava d'una revista de 24 pàgines que recollia en cada un dels seus números relats breus, poesies, art i articles diversos, tot relacionat amb el gust i l'estètica tant artística com literària vinculats amb el Modernisme català. Així, alguns dels autors i il·lustradors més destacats del moment a Catalunya van col·laborar en les diferents seccions que formaven la publicació setmanal.
El contingut literari i artístic de gust modernista però, no va poder prevaldre per sobre dels interessos econòmics i personals del director de la revista, propiciant un canvi radical de la publicació en el que acabaria sent el darrer número d'aquesta. Així, l'art i la literatura modernista van deixar pas a un format molt proper a la llavors recent clausurada revista Cu-Cut!, de la qual la publicació s'endurà alguns il·lustradors i caricaturistes per treballar a Garba, donant com a resultat uns continguts menys seriosos i més humorístics. Les semblances entre Garba i el Cu-Cut! acabaran amb la revista, propiciant el desenllaç de la publicació l'any següent d'haver-se començat a posar a la venda.

## Història

### Naixement

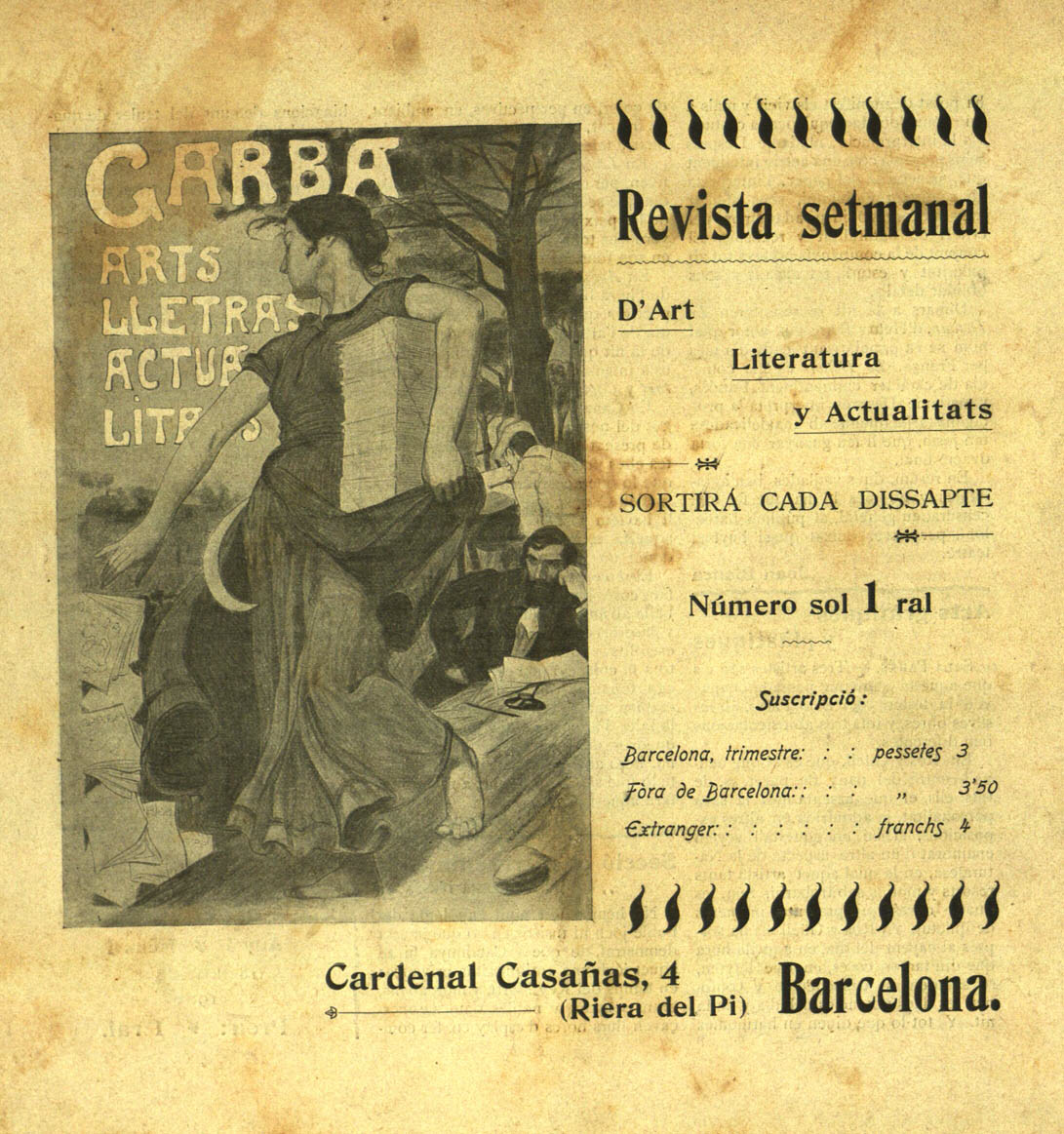
Última pàgina del primer número de Garba.

Garba va sorgir per primer cop el 18 de novembre de 1905, després d'haver patit diverses suspensions que van provocar el retard de la seva primera publicació. Aquesta però, va ser anunciada amb una gran tirada de prospectes que reproduïen un cartell de Joan Llimona.
Va ser una de les revistes nascudes durant el ressorgiment del Modernisme fort i potent del 1904, gràcies a l'aparició el 12 de novembre de 1904, del primer número de la revista El Poble Català. Ara bé, aquest ressorgiment no va durar, i el 1906, el Modernisme es va dissoldre amb l'aparició del Noucentisme.
El modernisme català era un moviment politicocultural que anhelava transformar la societat catalana i va tenir un cert pes entre els anys 1885 i 1920, aproximadament. El modernisme era una corrent europea que va tenir un significat més especial a Catalunya, ja que tenia els objectius de recuperar la cultura catalana i modernitzar el país. Per tant, Garba va ser creada amb la voluntat de difondre la cultura i la llengua catalana.
Cal contextualitzar que Espanya es trobava en l’època de la Restauració. En clau catalana, va suposar un augment del nacionalisme català. No només en la cultura, arquitectura i literatura, sinó que aquest anhel catalanista també es va veure reflectit en la política. La Lliga Regionalista, un partit catalanista liderat per homes destacats de l’època com Prat de la Riba o Francesc Cambó, va aconseguir tenir representació al congrés, amb el desig d’obtenir algun dia l’autonomia política de Catalunya perduda al 1714 i amb el Decret de Nova Planta de 1916 signat pel rei Felip V.
El 18 de novembre de 1905 sorgiria finalment Garba, després de diverses suspensions de l'enunciada publicació, amb Josep Bagunyà com a fundador. L’historiador Joan Torrent explica en el seu llibre Història de la premsa catalana que segurament Bagunyà va crear Garba per tornar a encendre la flama cultural del modernisme català que s'havia apagat amb la desaparició de Catalunya. De fet, l’administració d’aquest periòdic estava situat al mateix local, redacció dels setmanaris de Bagunyà i llibreria, del carrer del Cardenal Cassanues, 4, destinat a ser assaltat una setmana després de l'aparició del primer número de Garba.
Bagunyà, a més de liderar Garba, va ser l'editor del popular setmanari catalanista Cu-cut!, on destacava per la seva habilitat per endevinar els gustos dels seus lectors. També va esdevenir membre d’En Patufet a finals de 1904, quan Capmany li va cedir els drets de publicació. Bagunyà hi va abocar tota la seva experiència d'editor i home d'empresa, i aconseguí que el seu excel·lent equip de col·laboradors del Cu-cut! s'integrés al nou projecte, convertint En Patufet en una de les revistes infantils en català més populars de l’època.
El primer número de la revista s'inicia amb un article titulat "Començament" signat per Joan Maragall, poeta de renom dins del Modernisme català, i que va expressar amb ell la intenció i el perquè del sorgiment de la publicació. En l'escrit ens va revelar que Garba va néixer amb l'objectiu de ser una obra mostra de la cultura catalana i que per tant, la pàtria catalana era la que havia de gaudir d'ella, manifestant-nos d'aquesta manera, la ideologia plenament catalanista i nacionalista pròpia del modernisme que va ser present en la revista durant les 11 publicacions que va tenir.
|  |  |

### Desenllaç
Amb la publicació número 11 de la revista, datada del 10 de febrer de 1906, es va donar una clara transformació en l'estil i format que havien caracteritzat la revista durant els 10 números precedents.
Després dels esdeveniment ocorreguts el 25 de novembre de 1905, la revista Cu-Cut! va quedar suspesa de forma indefinida. Molts dels redactors i il·lustradors de Garba també havien treballat pel Cu-Cut! i van creure que la fórmula del setmanari humorístic tindria més èxit i popularitat que no pas la d'una revista distingida d'art i literatura. Van creure que aquest canvi juntament amb la disminució del seu cost de vint-i-cinc cèntims que costava abans a deu cèntims amb la nova presentació i format, faria augmentar les vendes de Garba. A més, també es va pretendre renovar-la per a mantenir-la, arran de l'aparició del Noucentisme, que va desvirtuar al Modernisme fins a fer-lo desaparèixer el 1906.
Cal afegir que canviar el nom d’una revista prohibida per poder-la seguir publicant, com és del cas de Cu-cut! amb Garba, ha succeït en nombroses ocasions al llarg de la història de la comunicació. 
Ara bé, aquest canvi no va resultar. El nou format i presentació del número 11 va ser el mateix que havia seguit el setmanari Cu-Cut! i el duc Bivona, governador de Barcelona en aquells inicis de 1906, va decidir suspendre la publicació pel delicte d'assemblar-se excessivament a la revista Cu-Cut!.
Aquest fet va ser tant perjudicial per a Garba que va provocar el seu tancament definitiu, després d'haver estat en activitat durant el breu període de 3 mesos, des del 18 de novembre de 1905, data de la primera publicació, fins al 10 de febrer de 1906, data de l'última publicació d'aquesta destacada revista d'Art, Literatura i Actualitats del Modernisme català.
| Similituds entre la revista Garba i la revista Cu-cut!                                                                                                | Similituds entre la revista Garba i la revista Cu-cut! | Similituds entre la revista Garba i la revista Cu-cut! | Similituds entre la revista Garba i la revista Cu-cut! |
| --- | --- | --- | --- |
| [ 12 ] | [ 13 ] | [ 14 ] | [ 15 ] |
| Exemple d'una pàgina de Garba S'aprecia el canvi de format utilitzant un idèntic al del Cu-cut!, d'unes dimensions de 272 x 193 mm i a dues columnes. | Exemple d'una il·lustració de Garba Van deixar enrere les il·lustracions de grans artistes modernistes per la incorporació de caricatures d'antics treballadors del Cu-cut!. | Exemple d'una pàgina del Cu-cut! Es mostra el format i la presentació que va utilitzar el setmanari humorístic i satíric al llarg de totes les seves publicacions. | Exemple d'una il·lustració del Cu-cut! Els artistes que van treballar al Cu-cut!, un cop cessada, van desenvolupar les seves caricatures al 11è número de Garba. . |

## Ideologia
Garba en si no reflecteix una ideologia centrada a mostrar una intenció política d'enaltiment del catalanisme en les seves publicacions. Però, tot i així si que té una intenció plenament literària i artística dins la cultura catalana i per tant, una intenció moderna pròpia del Modernisme més pur i característic de la revista modernista per excel·lència, L'Avenç.
La revista és una clara iniciativa cultural modernista lligada al nacionalisme imperant, és a dir, lligada a l'intent de modernitzar la societat catalana i no pas l'espanyola. Això per tant, ja implicava un catalanisme hereu de les idees d'esquerra i regeneracionistes de Valentí Almirall. A través dels seus articles i escrits pretenia lluitar per la recuperació del caràcter genuí i propi català; propi d'una societat moderna i avançada d'Europa. Però, ho feia desvinculant-ho de la intenció política i lligant-ho a la llengua, a la literatura i a l'art.
A través de la literatura i l'art tenia el propòsit de fer veure que Catalunya a diferència de la resta d'Espanya, tenia el potencial d'una societat moderna. D'aquesta manera, incorporava una intenció nacionalista de diferenciar el poble català del poble espanyol culpant-lo del decandiment que estava patint Catalunya arran del castellà, que suplantava el caràcter propi català.
Però, més que centrar-se en l'esperit catalanista polític, se centrava simplement en la pura modernitat del Modernisme català mitjançant l'enaltiment de la seva literatura i art propis i amb la utilització de la llengua catalana com una llengua moderna i com a vehicle lingüístic de la societat i dels 11 números que van constar la revista.
D'aquesta manera, Garba té una gran riquesa i singularitat periodística pròpiament modernista, que no és més que el reflex de l'evolució de la societat catalana, i de la transformació del pensament literari i artístic al marge de l'evolució paral·lela del pensament polític.

## Director i col·laboradors

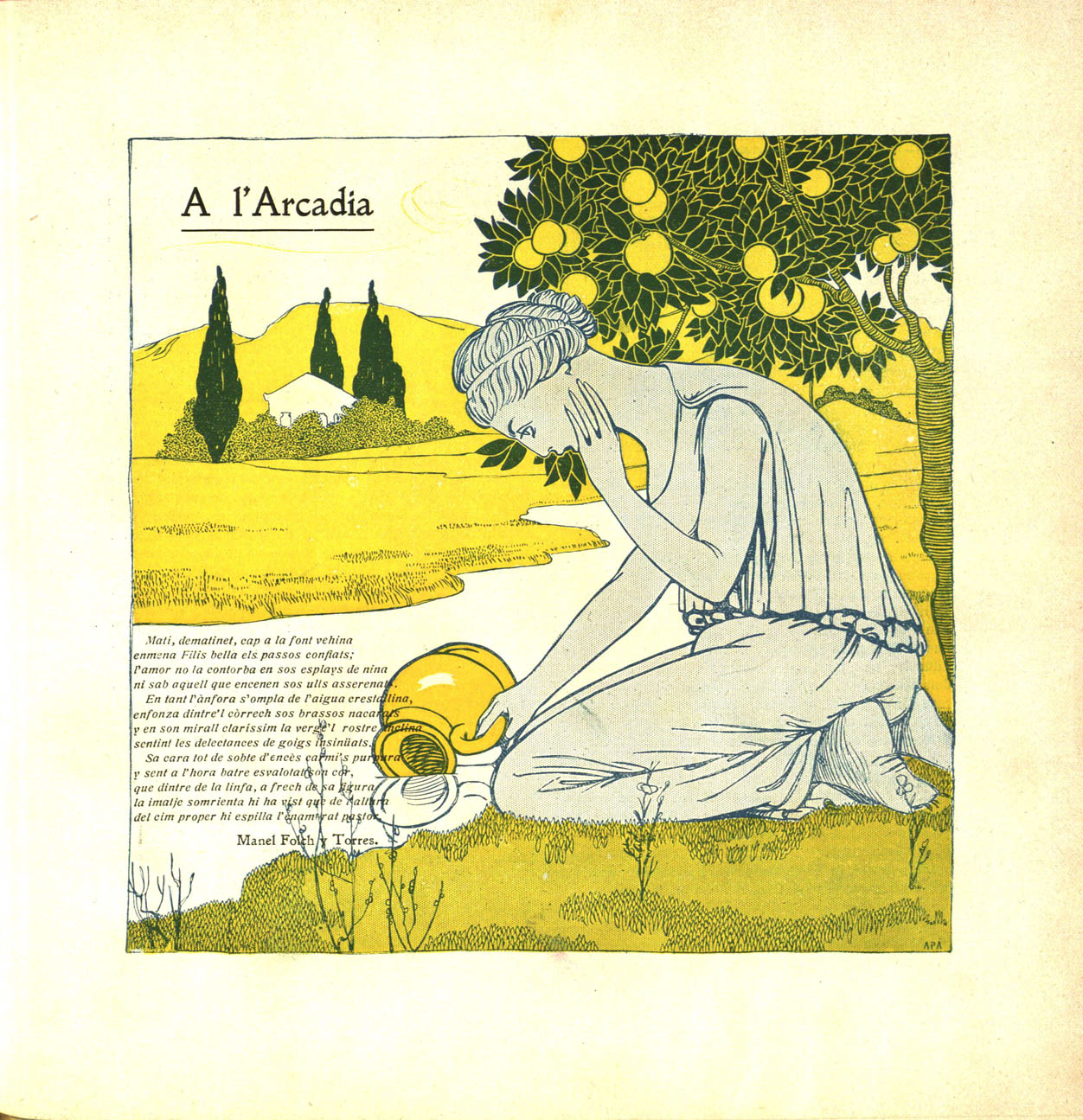
Exemple d'una de les pàgines de la revista Garba.

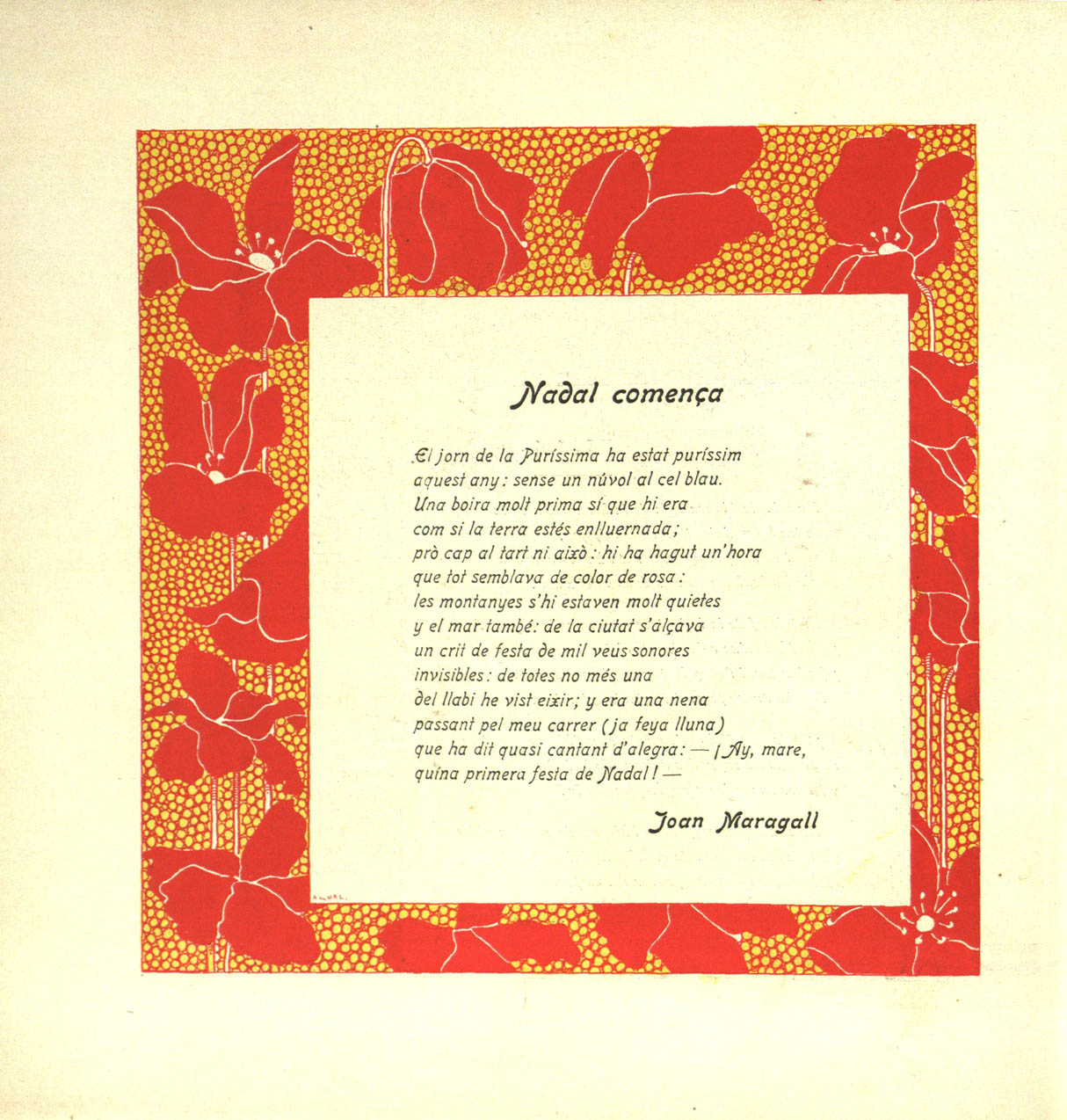
Exemple d'una de les pàgines de la revista Garba.

### Director
- Josep Bagunyà: (1870 - 1942) Fou el director de Garba durant les 11 publicacions que va tenir. També va ser un editor destacat de la revista Cu-Cut!.[7]

### Col·laboradors
La revista va comptar amb col·laboradors de gran reconeixement literari i artístic que van ajudar a la publicació a adquirir un prestigi molt important en l'àmbit literari en el que es trobava la publicació.
Això no obstant, els col·laboradors de més renom literari i artístic pertanyen a la primera etapa de la revista, ja que el canvi que es va produir a partir del número 11 de la publicació setmanal va afectar molt notablement als col·laboradors que hi treballaven, canviant completament tant aquests com els continguts i l'estil del que hi publicaven.

### Primera etapa (núm. 1-10)
Escriptors literaris
- Víctor Català: (l'Escala, Alt Empordà, 11 de setembre de 1869 — 27 de gener de 1966) És el sobrenom de Caterina Albert i Paradís. Fou una de les més destacades escriptores del modernisme, amb obres cabdals com la novel·la Solitud.
- Ramon Suriñach i Senties
- Enric de Fuentes: (Barcelona, 1864 - Barcelona, 1935) Fou un escriptor amb una producció literària centrada en l'estudi de la vida barcelonina.
- Pompeu Crehuet: (Barcelona, 1881 - Barcelona, 1941) Va ser un destacat autor d'obres dramàtiques i periodista.
- Narcís Oller: (Valls, 10 d'agost del 1846 – Barcelona, 26 de juliol del 1930) Fou un advocat i escriptor amb una producció literària que es va moure pels corrents del realisme, el naturalisme i finalment el modernisme.
- Josep Pous i Pagès: (Figueres, Alt Empordà, 1 de febrer de 1873 - Barcelona, 15 de febrer de 1952) Va ser escriptor, periodista i polític.
- Josep Morató: (Girona, 1875 - Barcelona, 1918) Fou un periodista i escriptor català, redactor en cap de La Veu de Catalunya (1910-1918) i director d'En Patufet.
- Joan M. Guasch: (Barcelona, 28 d'agost del 1878 – 15 de juliol de 1961) va ser un poeta català de renom i va guanyar el Mestre en Gai Saber el 1909.
- Joaquim Ruyra: (Girona, 27 de setembre 1858 - Barcelona, 15 de maig 1939) Va ser un destacat escriptor i poeta que va cultivar la narració curta, la poesia i la producció dramàtica.
- Josep Pijoan (Barcelona, 22 d'agost de 1881 - Lausana, 16 de juny de 1963) Fou arquitecte, historiador, crític d'art, assagista i poeta.
- Josep. M. Folch i Torres: (Barcelona, 1880 - Barcelona, 1950) Fou un destacat novel·lista, narrador i autor teatral del Modernisme.
- Joan Oller: (Barcelona, 21 de maig de 1882 - Barcelona, 21 de novembre de 1971) Va ser un novel·lista català, fill de Narcís Oller.
- Joan Maragall: (Barcelona, 10 d'octubre de 1860 – 20 de desembre de 1911) Fou un dels més destacats poetes i escriptors del Modernisme català.

Il·lustradors
- Joan Llaverias: (Vilanova i la Geltrú, 1865 - Lloret de Mar, 1938) Va ésser un dibuixant i pintor, membre fundador del Cercle Artístic de Sant Lluc.
- Dionís Baixeras: (Barcelona, 1862 - Barcelona, 9 de setembre de 1943) Fou un dibuixant i pintor català naturalista.
- Joan Llimona: (Barcelona, 23 de juny de 1860- 23 de febrer de 1926) Fou un dels més destacats pintors del Modernisme català.
- Adrià Gual: (Barcelona, 1872 - Barcelona, 1943) Va ser dramaturg, empresari, pintor i pioner del cinema, director de l'Escola Catalana d'Art Dramàtic.
- Lluís Graner: (Barcelona, 1863 - Barcelona, 1929) Fou un pintor català del corrent realista.
- Ricard Opisso: (Tarragona, 20 de novembre de 1880 - Barcelona, 21 de maig de 1966) Va ser un destacat dibuixnt i caricaturista català. Va formar part del grup dels Quatre Gats.
- Apa: (Barcelona, 8 d'octubre de 1878 - Barcelona, 7 d'agost de 1948) va ser un dibuixant, caricaturista, pintor, il·lustrador i crític d'art català.

### Segona etapa (núm. 11)
Il·lustradors
- Gaietà Cornet i Palau: (Barcelona, 7 d'agost de 1878 - 31 de març de 1945) va ser un enginyer, dibuixant i caricaturista català.
- Junceda: (Barcelona, 1881 - Blanes, 1948) Va ser il·lustrador i dibuixant i caricaturista.
- Apa: (Barcelona, 8 d'octubre de 1878 - Barcelona, 7 d'agost de 1948) va ser un dibuixant, caricaturista, pintor, il·lustrador i crític d'art català.
- Opisso (Tarragona, 20 de novembre de 1880 - Barcelona, 21 de maig de 1966) Va ser un destacat dibuixnt i caricaturista català. Va formar part del grup dels Quatre Gats.
- Llaverias: (Vilanova i la Geltrú, 1865 - Lloret de Mar, 1938) Va ésser un dibuixant i pintor, membre fundador del Cercle Artístic de Sant Lluc.

## Format gràfic

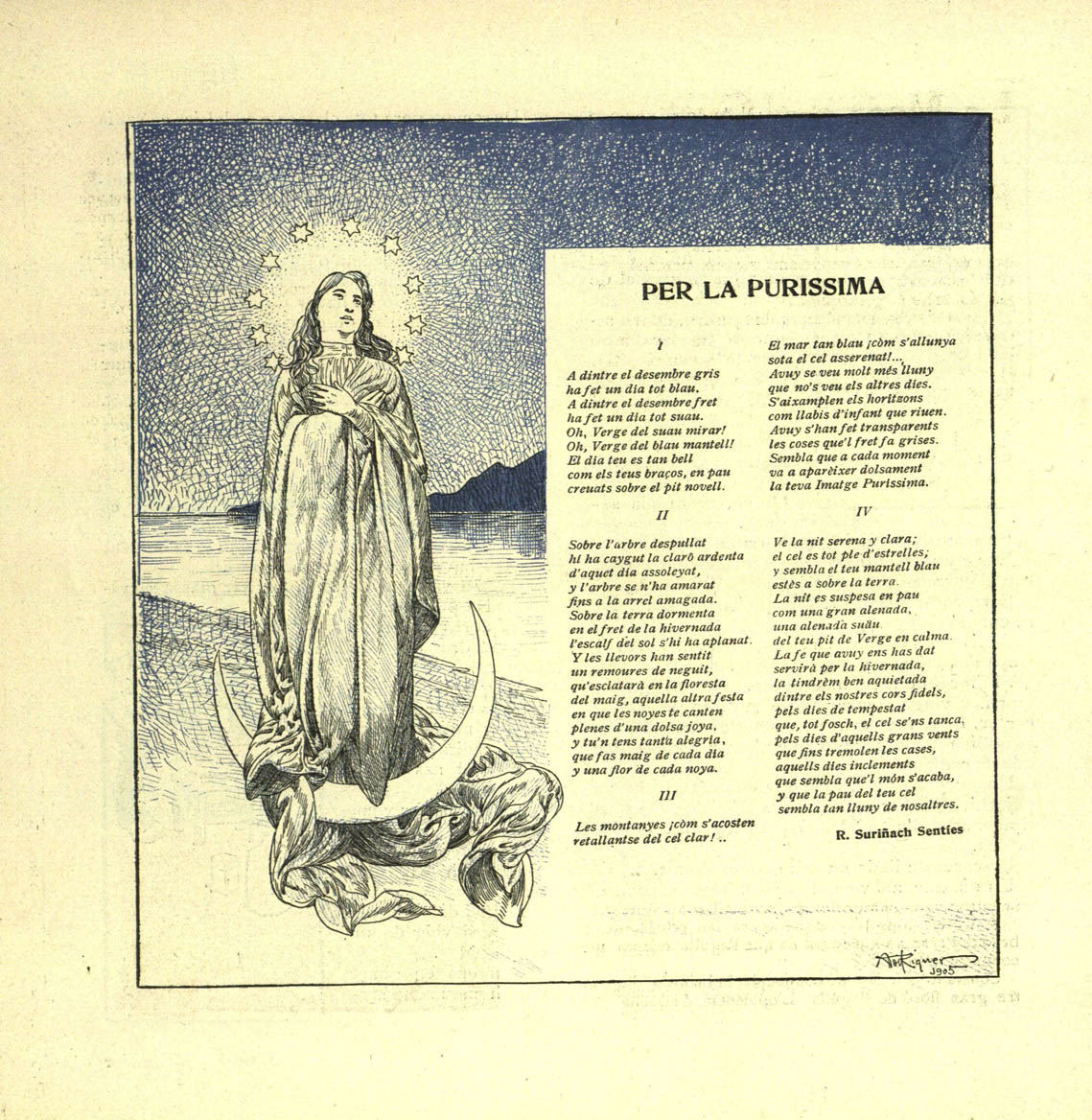
Exemple del format de la revista durant la 1a etapa.

Cal diferenciar dues etapes en la revista pel que fa a qüestions formals i d'estil, ja que el darrer número encetarà un nou format amb unes característiques formals completament diferents a les dels deu anteriors.

### 1a etapa (núm 1–10)
El setmanari tenia un total de 24 pàgines, amb un format quadrat de 240 x 235 mm, com a resposta al format rectangular i allargassat d'altres revistes modernistes com ara Luz. Del nombre total de pàgines que formaven la revista, setze eren impreses sobre paper couché o estucat.
Inicialment, la revista fou impresa a Can Giró per Fidel Giró, a partir de la tercera publicació a L'Acadèmica, i finalment, a partir del setè número, a Can Galvé, a mans de Maria Galvé.
Durant aquesta etapa la revista va incloure en les seves pàgines il·lustracions a color d'artistes destacats de l'època així com nombrosos articles, relats i escrits amb una presentació formal molt acurada, resultat de la tasca de decoradors i dissenyadors gràfics del gust modernista d'entre els quals cal destacar la feina realitzada per Adrià Gual. L. Masriera i Dionís Baixeras recolliran l'estil introduït a la revista pel decorador Adrià Gual per incloure'l a les seves il·lustracions per a la revista, que fusionaran molt hàbilment el text amb la imatge.

### 2a etapa (núm 11)

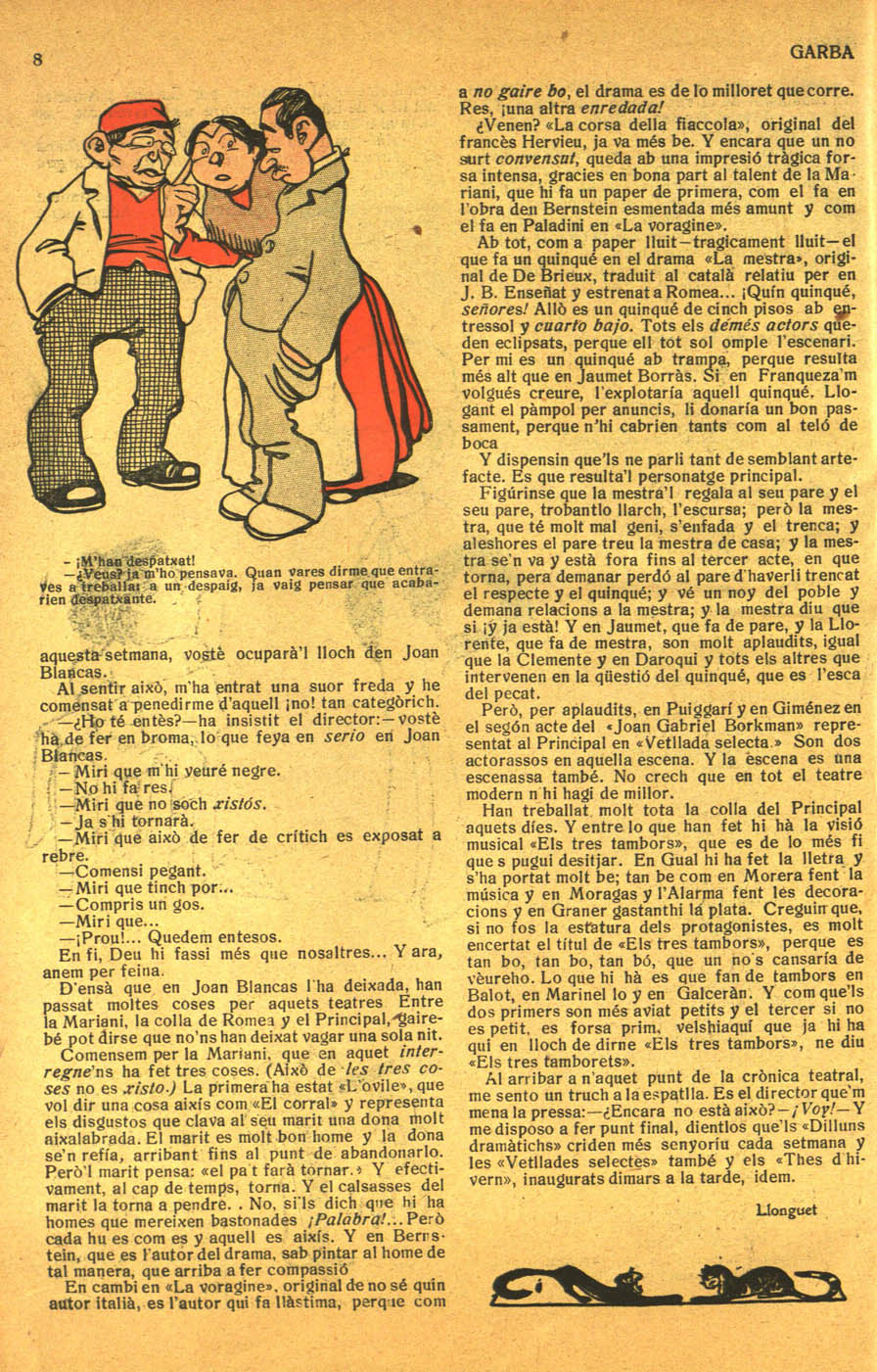
Exemple del format de la revista durant la 2a etapa.

A partir del número onze de la revista, que data del 10 de febrer de 1906, es va produir un canvi que va afectar el format d'aquesta completament, deixant enrere el format quadrat que havia caracteritzat a la publicació per passar a un format idèntic al de la revista suspesa Cu-cut!, amb unes dimensions de 272 x 193 mm, i ara amb setze pàgines a dues columnes.
Les il·lustracions de la revista van canviar també radicalment, deixant enrere les obres de destacats artistes modernistes per incloure caricatures d'il·lustradors com Cornet, Junceda, Apa, Opisso o Lleverias, artistes que havien treballat en la clausurada revista Cu-Cut! I que ara podien desenvolupar la seva feina en el nou format de la revista Garba.

## Apartats
La revista Garba oferia als seus lectors continguts completament diferents en cada un dels números, amb la col·laboració d'escriptors de renom, almenys durant la primera etapa, i oferint una sèrie d'articles vinculats amb la realitat modernista del moment. Ara bé, durant la 1a etapa de la revista (núm. 1-10) trobem que alguns apartats que vertebren aquesta es van repetint, oferint cada setmana continguts diferents emmarcats en un apartat que es repetia en cada un dels números. Això no obstant, aquesta no era la tendència general de la revista, on en cada un dels números convivien la narrativa amb la poesia sense uns apartats vertebradors fixos, i on les seccions eren poc freqüents.
Aquests apartats que trobem als números de la 1a etapa són els següents:
- Roselles

Aquest apartat el trobem en els números 2, 3, 4, 7, 8 i 10 de la revista i engloba diferents narracions, normalment en format de conte o relat breu, i que no solen aparèixer firmades per cap escriptor concret. Són relats relacionats amb el gust i l'estètica modernista, i només el primer d'ells, que trobem al primer número de la revista, el podem vincular amb el títol, ja que la narració al·ludeix de forma directa a les roselles.
- La Moda y el Gust: Secció pera les Senyores y les Senyoretes

Aquesta secció la trobem en tots els números d'aquesta primera etapa i apareix publicada a la revista a mans de Pyrausta. Es tracta d'una secció destinada al gènere femení que busca difondre el gust modernista en aquest sector, indagant en el progrés i la influència de la moda d'estètica modernista.
- Teatres

Aquesta secció era escrita per Joan Blancas i la trobem en tots els números excepte en el número 3. Es tracta d'una secció destinada a mostrar i difondre les produccions teatrals que es realitzaven en aquell moment a la ciutat de Barcelona i l'autor també crítica les representacions a les quals ha assistit.
- Arts Gràfiques i plàstiques

Aquesta secció era escrita per Francesch Tió i la trobem en tots els números excepte a les publicacions número 5, 6, 8 i 9. Es tracta d'una secció destinada a la divulgació i crítica d'exposicions i mostres relacionades amb la producció plàstica i gràfica.
- Indiscrecions

Aquesta secció la trobem en els números 6, 7, 8 i 9, a càrrec de Jordi Miranius i en ella l'autor parla en primera persona revelant les seves inquietuds als lectors i procedint a mostrar indiscrecions diverses, com ja el títol de la secció ens revela.
- Curiositats

Aquesta secció la trobem només en els números 4, 5 i 6, i es tracta d'un apartat on hi trobem anècdotes i curiositats diverses que des de Garba es creu que poden resultar interessants en els lectors.

## Taula de continguts
En aquesta tala es desglossen els diferents continguts que la revista va contenir al llarg de la seva història. Aquests es divideixen en quatre grans blocs (narrativa, poesia, arts figuratives i articles) classificats a partir del que el lector pot trobar en cada un dels 11 numeros de la revista Garba.

### 1a etapa (núm. 1-10)
| Portada | Narrativa | Poesia | Arts figuratives | Articles |
| ------- | --- | --- | --- | --- |
|         | - JOAN MARAGALL, Començament (pàg. 2) - VÍCTOR CATALÀ, Croquis (pàg. 4) - JOAN OLLER I RABASSA, Els dos baylets: El Cira-botes (pàg. 6) | - R. SURIÑACH SENTÍES, Mare y fill (pàg. 12) - J. PIJOAN, Ampla es Castella (pàg. 15) | - E. ARNAU, Enterrament de Jesús (pàg. 11) | - E. SUNYOL, Crítica musical (pàg. 9) - LLUÍS FOLCH, Joyells (pàg. 13) - SALTIRONS, Fruyta del temps (pàg. 16) - PYRAUSTA, La Moda y el Gust: Secció pera les senyores y senyoretes (pàg. 17) - JOAN BLANCA, Automòvil (pàg. 19) i Teatres (pàg. 20) - FRANCESCH TIÓ, Arts gràfiques i plàstiques (pàg. 23) - Secció d'entreteniments (pàg. 23)                                                                        |
|         | - J. MORATÓ, Resurrecció (pàg. 2) - ENRICH DE FUENTES, Emili Vilanova (pàg. 4) - EMILI VILANOVA, Un original den Vilanova: Al meu amih Eduart Serra (pàg. 8) - Roselles (pàg. 16)                                                                                        | - XAVIER GAMBUS, Del teu jardí (pàg. 3) - POMPEU CREHUET, Aquella cançó (pàg. 13) | - S. JUNYENT, Gitana (pàg. 5) i Cap-vespre (pàg. 12) - La música no amanseix a les feres. Un aclariment a la decapitació d'Orfeu (pàg. 17) | - PYRAUSTA, La Moda y el Gust: Secció pera les senyores y senyoretes (pàg. 18) - JOAN BLANCA, Teatres (pàg. 20) - FRANCESCH TIÓ, Arts gràfiques i plàstiques (pàg. 22) |
|         | - J. PIN Y SOLER, Ibíssa. Un tiret (pàg. 2) - JOAN OLLER Y RABASSA, Els dos bailets. L'eugasser (pàg. 6) - FÈLIX ESCALES, Nocturn (pàg. 13) - E. COCA Y VALLMAJOR, Roselles (pàg. 14)                                                                                    | - IGNASI IGLESIAS, Montanya avall (pàg. 11) - R. SURIÑACH SENTÍES, Per la purissima (pàg. 16) | - LLUÍS GRANER, Estudi pera un quadro (pàg. 5) | - PYRAUSTA, La Moda y el Gust: Secció pera les senyores y senyoretes (pàg. 17) - JOAN BLANCA, Cotxes pera'l servey elèctrich del ferrocarril de Sarriá, A favor dels cegos i Teatres (pàg. 18) - FRANCESCH TIÓ, Arts gràfiques i plàstiques (pàg. 22) |
|         | - POMPEU CREHUET, Impressió (pàg. 2) - J. MORATÓ, Una visita a l'Oller (pàg. 4) - NARCÍS OLLER, Or en brut (pàg. 10) - Roselles (pàg. 16) | - XAVIER VIURA, A una dama (pàg. 7) - JOAN M. GUASCH, Campanar nevat (pàg. 9) | - JOSEPH LLIMONA, Grupo escultòrich pera un Asíl de la República Argentina (pàg. 3) - MAS Y FONTDEVILA, Costa catalana (pàg. 8) - Un xicot pràctich (pàg. 15)                                                                                                  | - PYRAUSTA, La Moda y el Gust: Secció pera les senyores y senyoretes (pàg. 17) - Agapito Vallmitjana (pàg. 18) - JOAN BLANCA, Teatres (pàg. 19) - FRANCESCH TIÓ, Arts gràfiques i plàstiques (pàg. 19) - JAUME GARRIGA, Llibres (pàg. 20) - Curiositats (pàg. 23) |
|         | - JOAN OLLER Y RABASSA, Cada ovella en son corral (pàg. 2) - R. SURIÑACH SENTÍES, En gana l'ordinari (pàg. 6) - SALTIRONS, Fruita del temps (pàg. 11) - ENRICH DE FUENTES, El pacte (pàg. 14)                                                                            | - XAVIER VIURA, Nadal (pàg. 3) - JOAN MARAGALL, Nadal comença (pàg. 4) - MANEL MARINELLO, La campana (pàg. 12) | - R. PLANELLS, Al moll de Cádiz (pàg. 5) - JOAN FUSTER, Jardí de Mallorca (pàg. 9) | - La conferencia del doctor Esquerdo (pàg. 13) - PYRAUSTA, La Moda y el Gust: Secció pera les senyores y senyoretes (pàg. 17) - El profesor Von Behring (pàg. 19) - JOAN BLANCAS, Teatres (pàg. 19) - La biblioteca popular de Sant Martí i Llibres (pàg. 20) - BUSQUETA, Història d'aucells (pàg. 21) - JAUME GARRIGA, Indiscrecions periodístiques (pàg. 21) - Problema aritmètich (pàg. 22) - Curiositats (pàg. 23) |
|         | - R. SURIÑACH SENTÍES, Vallvidrera (pàg. 2) - JOSEPH M. FOLCH Y TORRES, Anímica (pàg. 6) | - POMPEU CREHUET, Sense títol (pàg. 5) - A. de Rius Vidal, Tardorenca (pàg. 10) - RAMÓN SURIÑACH BAELL, En sense-cor (pàg. 11) - JOAN ALCOVER, A n'En Mateu Rotger (pàg. 13) - MILLE. RITTER I SRA. PICHOT DE GAY, El concert de la Wagneriana (pàg. 16)                                         | - LLUÍS DOMENECH I MONTENER (arquitecte) i EUSEBI ARNAU (escultor), Detall de la casa en construcción al Passeig de Gracia, propietat de D. Lleó Morera (pàg. 4) - JOAN METAYA, Un filosoph (propietat de D. Narcís Oller) (pàg. 9) - Lleys físiques (pàg. 12) | - Les obres del Port de Barcelona, la Escullera del Est (pàg. 14) - PYRAUSTA, La Moda y el Gust: Secció pera les senyores y senyoretes (pàg. 17) - JORDI MIRANIUS, Les reformes de Cân Pínce i Indiscrecions (pàg. 19) - JOAN BLANCAS, Curiositats i Teatres (pàg. 21) - Noves musicals |
|         | - POMPEU CREHUET, Les festes dels somnis (pàg. 2) - SALTIRONS, Fruita del temps (pàg. 6) - J. MORATÓ, Nit de Reys, Vista de Girona (pàg. 7) - Joguines (pàg. 10) - JOAQUIM MALATS, Miecio Horszowski (pàg. 15) - Roselles: L'amor als aucells (pàg. 16)                  | - MANEL FOLCH Y TORRES, A l'Arcadia (pàg. 5) - JOSEPH FLAQUER, Nit de Janer (pàg. 9) - JOSEPH ALADERN, Jesús i les pilastres (pàg. 14) | - OPISSO, Dibuix (pàg. 3) | - PYRAUSTA, La Moda y el Gust: Secció pera les senyores y senyoretes (pàg. 17) - JOAN BLANCAS, Teatres (pàg. 19) - JORDI MIRANIUS, Indiscrecions (pàg. 19) - FRANCESCH TIÓ, Arts grafiques y plàstiques (pàg. 20) - JAUME GARRIGA, Agonía en un tren i Llibres (pàg. 21) |
|         | - MANEL FOLCH Y TORRES, Ravets y olivetes (pàg. 2) - Roselles (pàg. 6) - R. SURIÑACH SENTÍES, El rellotge de sol (pàg. 8) - R. SELLÉS, La semana dels barbuts (pàg. 10)                                                                                                  | - J. RUYRA, Nit y día (pàg. 5) - JOAN M. GUASCH, Sense títol (pàg. 9) - J. PIJOAN, El Tajo (pàg. 11) - JOSEPH PARADEDÁ Y SALA, La monja cega (pàg. 12) | - Lo barato es car (pàg. 7) | - Motors de gas (pàg. 13) - PYRAUSTA, La Moda y el Gust: Secció pera les senyores y senyoretes (pàg. 17) - JORDI MIRANIUS, Indiscrecions (pàg. 20) - M. Marius Levens (pàg. 22) - JOAN BLANCAS, Teatres (pàg. 23) |
|         | - R. SURIÑACH SENTÍES, Les vetlladores (pàg. 2) - J. PAHISSA JO, Emporium (pàg. 6) - J. POUS Y PAGÈSS, El satir (pàg. 12) - EDUART COCA Y VALLMAJOR, L'hado (pàg. 14) - MANEL CREHUET PARDAS, Buidor (pàg. 15)                                                           | - JULIO DEL CASTILHO (traducció del portugués per Ignasi de L. Ribera y Rovira), Al camp (pàg. 4) - POMPEU CREHUET, Sense títol (pàg. 5) - EDUART MARQUINA, Escena VIII del acte segón (pàg. 11) - ENRICH GODO Y PLÁ, Tarde de festa (pàg. 13) - AGUSTÍ CALVET, L'oració de la cegueta (pàg. 16) | - D. LLUÍS DOMENECH Y MONTANER (arquitecte) i D. EUSEBI ARNAU (escultor), Detall d'una porta de la casa en construcción al Passeig de Gràcia, propietat de D. Lleó Morera (pàg. 3) - LLAVERÍAS, Fornells i Port de Sas Orats (pàg. 8)                          | - PYRAUSTA, La Moda y el Gust: Secció pera les senyores y senyoretes (pàg. 17) - JORDI MIRANIUS, Indiscrecions (pàg. 19) - JOAN BLANCAS, Teatres (pàg. 22) |
|         | - J. MORATÓ, Una primera pedra (pàg. 2) - FRANCESCH DE BOTER, Quadret (pàg. 6) - LLUÍS FOLCH, Catalunya grega (pàg. 7) - Roselles (pàg. 9) - MARTÍ GENÍS,Un pobre (pàg. 12) - POMPEU CREHUET, Santa Llucia (pàg. 15) - J. B., La Vanitat, en Coquelin y Atenes (pàg. 19) | - PLÀCIT VIDAL, L'afillada (pàg. 3) - TRINITAT CATASÚS Y CATASÚS, Desig de llum (pàg. 8) - JERONI ZANNÉ, Tarraco (pàg. 16) | | - PYRAUSTA, La Moda y el Gust: Secció pera les senyores y senyoretes (pàg. 17) - MAGNUS NORDBECK, Un llibre notable (pàg. 18), Indiscrecions (pàg. 19) - FRANCESCH TIÓ, Arts gràfiques y plàstiques (pàg. 21) - JOAN BLANCAS, Teatres (pàg. 22) - JOAN GARRIGA, Llibres (pàg. 23) - RENOY, A quatre vents (pàg. 23) |

### 2a etapa (núm. 11)
| Portada | Narrativa | Poesia                                                                            | Arts figuratives                                                              | Articles |
| ------- | --- | --------------------------------------------------------------------------------- | ----------------------------------------------------------------------------- | -------- |
|         | - JO MATEIX, Ravets y Olivetes (pàg. 2) - MOHAMET TORRES, Els dos rivals (pàg. 4) - LLONGUET, Torneu-me el ral (pàg. 7) - JORDI MIRANIUS, Divagacions (pàg. 10) - Pessigolles (pàg. 11) - ZUM_ZUM, Cebes grilladles: Migranya (pàg. 13) - P.P.P, Pebrots y Tomàtechs (pàg. 14) - JOSEPH, Bons mots (pàg. 14) | - SAM, Presentació (pàg. 3) - JOSEPH CASABÓ C., Sensacions de la persona (pàg. 7) | - OPISSO,-Y donchs, Pelat ¿la caves? –Ca, home, si tot just comenso. (pàg. 9) |          |